# 瑪希巴
瑪希巴(梵文：Mahipa, the "Greatest)，印度大乘密宗人士，八十四成就者之一。

## 簡介
瑪希巴意為「自誇者」，是出身瑪噶達地方的低種姓人。他身體很強壯，認為自己能夠征服世上任何人和生靈，因此十分傲慢。一位瑜珈士看到他就問：「你在想什麼呢？」瑪希巴說：「我什麼都沒想。」瑜珈士又問：「那認為沒有我所不能擊敗的事物的人是誰？」瑪希巴因此生起信心，恭敬請法。瑜珈士授予他淨除我慢的教法，瑪希巴於是獲得成就，在瑪噶達傳教三百年，最後與二百五十名隨從一同前往空行淨土。